# 1370
Năm 1370 là một năm trong lịch Julius.

## Sinh
- Ngô Từ, Công thần khai quốc Nhà Lê sơ
- Phan Phu Tiên, Nhà Văn,nhà sử học thời Lê (m. 1482)

## Mất
- Borjigin Toghuntemür Nguyên Huệ Tông, Hoàng đế nhà Nguyên
- Chu Văn An, nhà giáo trong lịch sử Việt Nam
- Thi Nại Am, tiểu thuyết gia Trung Hoa
- Dương Nhật Lễ
- Nguyễn Trung Ngạn